# 乐山文幼章故居
乐山文幼章故居是中国四川省乐山市的一处历史建筑，位于市中区白塔街72号，是加拿大来华传教士、教育家、世界和平理事会副主席文幼章(James G. Endicott)的出生地。
1898年12月24日，文幼章生于乐山白塔街。。他的父母文焕章和文萨拉均为英美会（加拿大卫理公会）传教士，1893年派遣到中国四川，从1896年起派驻乐山，在白塔街九狮堂建立教堂，启尔德医生负责开办药房。到1904年调往成都。1910年全家迁回加拿大多伦多。1925年，27岁的文幼章在神学院毕业后，作为传教士回到中国，1934年任私立重庆中学（后改名精益中学，今重庆十一中学）校长。1939年受蒋介石之聘，任新生活运动顾问。1947年回国后担任世界和平理事会副主席。他出版《加拿大远东通讯》，宣传新中国，而被中国大陆授予“人民友好大使”称号。
2006年9月28日，文幼章故居公布为乐山市文物保护单位。
由于乐山文幼章故居已破旧不堪，2018年12月，管理方乐山市人民医院对乐山文幼章故居进行恢复性修茸。